# Nanisme dyssegmentaire
Le nanisme dyssegmentaire est un nanisme létal rare.
Le terme de dyssegmentaire est en rapport avec l'aspect radiologique des vertébres qui sont de tailles et d'aspects inhabituelles (anisospondylie) sous forme de bloc osseux mal différencié.

On distingue deux types :
- le type Silverman-Handmaker, létal rapidement par hypoplasie pulmonaire
- le type Rolland-Desbuquois létal une fois sur deux

## Autres noms
- Dysplasie segmentaire
- Nanisme anisospondylique micromélique

## Étiologie
- Mutation du gène HSPG2 situé sur le locus p36.1 du chromosome 1 codant le perlecan pour le type Silverman-Handmaker
- Pour le type Rolland-Desbuquois, le gène en cause est inconnu.

## Description
Le nouveau-né présente un thorax étroit et des articulations à mobilité réduite. Une division labiale est souvent présente. Une dysmorphie faciale est plus marquée dans le type Rolland-Desbuquois. Dans ce même type, les signes radiologiques sont plus caractéristiques et atteignent l'ensemble du squelette.

## Mode de transmission
Transmission autosomique récessive

## Sources
- (en) Online Mendelian Inheritance in Man, OMIM (TM). Johns Hopkins University, Baltimore, MD. MIM Number:224410
- (en) Online Mendelian Inheritance in Man, OMIM (TM). Johns Hopkins University, Baltimore, MD. MIM Number:224400